# (5759) Zoshchenko
(5759) Zoshchenko es un asteroide perteneciente al cinturón de asteroides descubierto el 22 de enero de 1980 por Liudmila Karachkina desde el Observatorio Astrofísico de Crimea (República de Crimea).

## Designación y nombre
Designado provisionalmente como 1980 BJ4. Fue nombrado Zoshchenko en homenaje a Mikhail Mikhailovich Zoshchenko, escritor satírico ruso. El nombre se da con motivo del centenario de su nacimiento.

## Características orbitales
Zoshchenko está situado a una distancia media del Sol de 2,886 ua, pudiendo alejarse hasta 2,976 ua y acercarse hasta 2,797 ua. Su excentricidad es 0,030 y la inclinación orbital 2,989 grados. Emplea 1791,57 días en completar una órbita alrededor del Sol.

## Características físicas
La magnitud absoluta de Zoshchenko es 13. Tiene 6,997 km de diámetro y su albedo se estima en 0,396. 